# Centromerus milleri
Centromerus milleri är en spindelart som beskrevs av Christo Deltshev 1974. Centromerus milleri ingår i släktet Centromerus och familjen täckvävarspindlar.
Artens utbredningsområde är Bulgarien. Inga underarter finns listade i Catalogue of Life.